# Stefano Bianco
Stefano Bianco (Chivasso, 27 de octubre de 1985-Leini, 11 de marzo de 2020) fue un piloto de motociclismo italiano.

## Biografía
Después de haber comenzado a competir en minimoto, en 2000 cambió para competir en la Copa Aprilia y, en el Gran Premio de Australia de 2000 hace su debut en las competiciones de Mundial a bordo de una Honda del equipo Benetton Playlife en sustitución de Mirko Giansanti.
En ese momento, era el piloto más joven que había participado en una carrera del campeonato del mundo, habiendo completado, en el momento de la práctica del viernes, los 15 años mínimos establecidos por el reglamento.
En el Campeonato Europeo de Velocidad acaba en el cuarto puesto final.
Corre su primera temporada completa en la categoría de 125 en 2002 con una Aprilia del equipo Bossini Sterilgarda Racing. Su mejor resultado sería un séptimo puesto en el GP de Francia y en el GP de Cataluña. Continua corriendo en la misma cilindrada en la temporada siguiente, en este caso con una Gilera 125 GP del equipo Metis Gilera Racing.
En 2004 disputa tres pruebas del europeo Superstock con una Suzuki GSX-R 1000 del equipo MNR Racing, con un octavo puesto en Valencia y acabando el 25.º en la general. En 2005 prueba a competir en el Campeonato de España de Velocidad de 125, competición en la que acaba en el tercer puesto.
Su vuelta al Mundial fue en 2007 en la categoría de 125 con una Aprilia del equipo WTR y con Andrea Iannone como compañero de escudería. En 2008 corre su primera carrera en el octavo de litro, conquistando 8 puntos. Es reemplazado después de las nueve carreras, y en su lugar está el suizo Bastien Chesaux.
En el GP de Indianápolis es contratado por Campetella team para reemplazar al lesionado Fabrizio Lai y debutar en 250 en una Gilera; acabando en decimosexto lugar pero la prueba del 250 se cancela antes de la salida debido al mal tiempo por el paso del huracán Ike. Al final de temporada, participa en el GP de Australia, también en 250 con una Aprilia RSV del equipo de Toth sustituyendo a Héctor Barberá sin poder clasificarse para la carrera.

### Muerte
Bianco murió el 11 de marzo de 2020 en un accidente de tránsito, en Leini; Italia.

## Resultados en el Campeonato del Mundo
Sistema de puntuación de 1993 hasta 2022:
| Posición | 1.º | 2.º | 3.º | 4.º | 5.º | 6.º | 7.º | 8.º | 9.º | 10.º | 11.º | 12.º | 13.º | 14.º | 15.º |
| Puntos   | 25  | 20  | 16  | 13  | 11  | 10  | 9   | 8   | 7   | 6    | 5    | 4    | 3    | 2    | 1    |

### Carreras por año
| Año  | Cat.  | Moto    | 1       | 2       | 3       | 4       | 5       | 6       | 7       | 8       | 9       | 10     | 11      | 12      | 13     | 14      | 15      | 16     | 17     | Pos. | Pts. |
| ---- | ----- | ------- | ------- | ------- | ------- | ------- | ------- | ------- | ------- | ------- | ------- | ------ | ------- | ------- | ------ | ------- | ------- | ------ | ------ | ---- | ---- |
| 2000 | 125cc | Honda   | RSA -   | MAL -   | JPN -   | SPA -   | FRA -   | ITA -   | CAT -   | NED -   | GBR -   | GER -  | CZE -   | POR -   | VAL -  | RIO -   | PAC -   | AUS 20 |        | NC   | 0    |
| 2002 | 125cc | Aprilia | JPN Ret | RSA 22  | SPA 19  | FRA 7   | ITA Ret | CAT 7   | NED 29  | GBR Ret | GER -   | CZE 13 | POR Ret | RIO 17  | PAC 17 | MAL Ret | AUS Ret | VAL 13 |        | 19.º | 24   |
| 2003 | 125cc | Gilera  | JPN Ret | RSA 21  | SPA Ret | FRA -   | ITA -   | CAT -   | NED Ret | GBR Ret | GER Ret | CZE 20 | POR 14  | RIO 20  | PAC 16 | MAL 12  | AUS 15  | VAL 21 |        | 27.º | 7    |
| 2004 | 125cc | Aprilia | RSA -   | SPA -   | FRA -   | ITA 18  | CAT -   | NED -   | RIO -   | GER -   | GBR -   | CZE -  | POR -   | JPN -   | QAT -  | MAL -   | AUS -   | VAL -  |        | NC   | 0    |
| 2007 | 125cc | Aprilia | QAT Ret | SPA 11  | TUR 17  | CHN Ret | FRA 17  | ITA Ret | CAT -   | GBR Ret | NED 19  | GER 16 | CZE 15  | RSM Ret | POR 15 | JPN Ret | AUS     | MAL 16 | VAL 17 | 24.º | 7    |
| 2008 | 125cc | Aprilia | QAT 13  | SPA Ret | POR 17  | CHN Ret | FRA Ret | ITA Ret | CAT 18  | GBR 20  | NED 11  | GER -  | CZE -   | RSM -   |        |         |         |        |        | 27.º | 8    |
| 2008 | 250cc | Gilera  |         |         |         |         |         |         |         |         |         |        |         |         | IND -  | JPN -   |         |        |        | NC   | 0    |
| 2008 | 250cc | Aprilia |         |         |         |         |         |         |         |         |         |        |         |         |        |         | AUS DNQ | MAL -  | VAL -  | NC   | 0    |

| Color     | Resultado                                                               |
| --------- | ----------------------------------------------------------------------- |
| Oro       | Ganador                                                                 |
| Plata     | 2.ª plaza                                                               |
| Bronce    | 3.ª plaza                                                               |
| Verde     | Finalizó en los puntos                                                  |
| Azul      | Finalizó sin puntos                                                     |
| Azul      | NC - No clasificado                                                     |
| Violeta   | Ret - No terminó (Carrera)                                              |
| Rojo      | DNQ - No se clasificó                                                   |
| Negro     | DSQ - Descalificado                                                     |
| Blanco    | DNS - No empezó (carrera)                                               |
| Blanco    | WD - Retirado (fin de semana)                                           |
| Blanco    | C - Carrera cancelada                                                   |
| Sin color | DNP - Inscrito pero no participó                                        |
| Sin color | INJ - Lesionado                                                         |
| Sin color | EX - Excluido                                                           |
| Estado    | Resultado                                                               |
| Negrita   | Pole position                                                           |
| Cursiva   | Vuelta rápida                                                           |
| †         | Abandona, pero clasifica al completar el porcentaje requerido para ello |